# Diritto di citazione
Il diritto di citazione (o diritto di corta citazione) è una forma di libera utilizzazione di opere dell'ingegno tutelate da diritto d'autore. Infatti, sebbene l'autore detenga i diritti d'autore sulle proprie creazioni, in un certo numero di circostanze non può opporsi alla pubblicazione di estratti, riassunti, citazioni, proprio per non ledere l'altrui diritto di citarla.
Il diritto di citazione assume connotazioni diverse a seconda delle legislazioni nazionali.

## La Convenzione di Berna
L'articolo 10 della Convenzione di Berna, ratificata o presa ad esempio dalla maggioranza degli ordinamenti internazionali, prevede il diritto di citazione con le seguenti regole:
«1) Sono lecite le citazioni tratte da un'opera già resa lecitamente accessibile al pubblico, nonché le citazioni di articoli di giornali e riviste periodiche nella forma di rassegne di stampe, a condizione che dette citazioni siano fatte conformemente ai buoni usi e nella misura giustificata dallo scopo.
2) Restano fermi gli effetti della legislazione dei Paesi dell'Unione e degli accordi particolari tra essi stipulati o stipulandi, per quanto concerne la facoltà d'utilizzare lecitamente opere letterarie o artistiche a titolo illustrativo nell'insegnamento, mediante pubblicazioni, emissioni radiodiffuse o registrazioni sonore o visive, purché una tale utilizzazione sia fatta conformemente ai buoni usi e nella misura giustificata dallo scopo.
3) Le citazioni e utilizzazioni contemplate negli alinea precedenti dovranno menzionare la fonte e, se vi compare, il nome dell'autore.»
Dunque, non necessitano autorizzazioni per l'uso del diritto di citazione, purché le citazioni vengano fatte entro certi limiti e nel rispetto delle regole sopra descritte.

## Le singole discipline

### Stati Uniti
Negli Stati Uniti è il titolo 17 dello United States Code a regolare la proprietà intellettuale.
Il fair use, istituto di più largo campo applicativo, norma generalmente anche ciò che nei paesi continentali europei è chiamato diritto di citazione.

### Italia
L'art. 70, Legge 22 aprile 1941 n. 633 (recante norme sulla Protezione del diritto d'autore e di altri diritti connessi al suo esercizio) dispone che «Il riassunto, la citazione o la riproduzione di brani o di parti di opera, per scopi di critica, di discussione ed anche di insegnamento, sono liberi nei limiti giustificati da tali finalità e purché non costituiscano concorrenza all'utilizzazione economica dell'opera.».
Il medesimo articolo, comma III, stabilisce inoltre che «Il riassunto, la citazione o la riproduzione debbono essere sempre accompagnati dalla menzione del titolo dell'opera, dei nomi dell'autore, dell'editore e, se si tratta di traduzione, del traduttore, qualora tali indicazioni figurino sull'opera riprodotta.».
Tutte le manifestazioni creative sono tutelate e con il decreto legislativo n. 68 del 9 aprile 2003 è stata introdotta l'espressione di "comunicazione al pubblico", per cui il diritto è esercitabile su ogni mezzo di comunicazione di massa, incluso il Web.
Con la nuova formulazione c'è una più netta distinzione tra le ipotesi in cui “il riassunto, la citazione o la riproduzione di brani o di parti di opera" viene effettuata per uso di critica o di discussione e quando avviene per finalità didattiche o scientifiche.
L'orientamento giurisprudenziale formatosi in Italia sul vecchio testo dell'art. 70 è stato in genere di restringerne la portata.
In seguito a successive modifiche legislative, è stata fornita tuttavia una diversa interpretazione della normativa attualmente vigente, in particolare con la risposta ad un'interrogazione parlamentare presentata dal senatore Mauro Bulgarelli il 5 febbraio 2007, tramite la quale chiedeva al Governo di valutare l'opportunità di estendere anche in Italia il concetto del fair use. La risposta del governo è stata di ritenere non necessaria una modifica legislativa perché già il testo dell'art. 70 della legge sul diritto d'autore con l'introduzione dell'espressione di comunicazione al pubblico può essere interpretato in senso conforme al concetto di fair use statunitense. Ritenendo quindi già applicati i quattro elementi che caratterizzano il fair use: 
- finalità e caratteristiche dell'uso (natura non commerciale, finalità educative senza fini di lucro);
- natura dell'opera tutelata;
- ampiezza ed importanza della parte utilizzata in rapporto all'intera opera tutelata;
- effetto anche potenzialmente concorrenziale dell'utilizzazione.

Sempre a parere del governo, la normativa italiana in materia del diritto d'autore risulta già conforme non solo a quella degli altri paesi dell'Europa continentale ma anche a quello dei Paesi nei quali vige il copyright anglosassone.
Il diritto di citazione non è quindi esercitabile:
- in presenza di fini commerciali;
- nel caso possa risultare concorrenziale all'opera originaria. La citazione non deve avere cioè un rilievo tale da pregiudicare gli interessi economici del titolare dei diritti sull’opera citata.

A rafforzare il diritto di corta citazione è nuovamente intervenuto il legislatore, che all'articolo 70 della legge sul diritto d'autore ha aggiunto il controverso comma 1-bis, secondo il quale «è consentita la libera pubblicazione attraverso la rete internet, a titolo gratuito, di immagini e musiche a bassa risoluzione o degradate, per uso didattico o scientifico e solo nel caso in cui tale utilizzo non sia a scopo di lucro [...]». La norma, tuttavia, non ha ancora ricevuto attuazione, non essendo stato emanato il previsto decreto ministeriale e i requisiti di bassa risoluzione sono già necessari per la fruizione via Web.
Altre restrizioni alla riproduzione libera vigono nella giurisprudenza italiana, come, per esempio, quelle proprie all'assenza di libertà di panorama.

### Francia
In Francia la materia è regolata dal Code de la propriété intellectuelle.

### Unione europea
L'Unione europea ha emanato la direttiva 2001/29/CE del 22 maggio 2001 che i singoli Paesi hanno applicato alla propria legislazione.
Il parlamento europeo nell'approvare la direttiva IPRED2, in tema di armonizzazione delle norme penali in tema di diritto d'autore, ha approvato anche l'emendamento 16, secondo il quale gli Stati membri provvedono a che l'uso equo di un'opera protetta, inclusa la riproduzione in copie o su supporto audio o con qualsiasi altro mezzo, a fini di critica, recensione, informazione, insegnamento (compresa la produzione di copie multiple per l'uso in classe), studio o ricerca, non sia qualificato come reato.
Nel vincolare gli stati membri ad escludere la responsabilità penale, l'emendamento si accompagnava alla seguente motivazione: la libertà di stampa deve essere protetta da misure penali. Professionisti quali i giornalisti, gli scienziati e gli insegnanti non sono criminali, così come i giornali, gli istituti di ricerca e le scuole non sono organizzazioni criminali. Questa misura non pregiudica tuttavia la protezione dei diritti, in quanto è possibile il risarcimento per danni civili.

## Citazioni di opere letterarie
La regolamentazione giuridica delle opere letterarie ha una lunga tradizione.
- La citazione deve essere breve, sia in rapporto all'opera da cui è estratta, sia in rapporto al nuovo documento in cui si inserisce.
- È necessario citare il nome dell'autore, il suo copyright e il nome dell'opera da cui è estratta, per rispettare i diritti morali dell'autore. In caso di citazione di un'opera tradotta occorre menzionare anche il traduttore. Nel caso di citazione da un libro, oltre al titolo, occorre anche menzionare l'editore e la data di pubblicazione.
- La citazione non deve far concorrenza all'opera originale e deve essere integrata in seno ad un'opera strutturata avendo una finalità. La citazione inoltre deve spingere il lettore a rapportarsi con l'opera originale.

Il carattere breve della citazione è lasciato all'interprete (giudice) ed è perciò fonte di discussione. Nell'esperienza francese, quando si sono posti limiti quantitativi, sono stati proposti come criterio i 1.500 caratteri.
Nel caso delle antologie scolastiche l’art. 70, comma II, prevede che «la riproduzione non può superare la misura determinata dal regolamento, il quale fissa la modalità per la determinazione dell'equo compenso.».
Nel comma si fa riferimento al regolamento per l’esecuzione della Legge sul Diritto d’Autore previsto nel REGIO DECRETO 18 maggio 1942, n.1369 il quale all’art. 22 prevede che «La misura della riproduzione di brani di opere letterarie o scientifiche in antologie ad uso scolastico, a' sensi del secondo somma dell'art. 70 della legge, non può superare, per ciascuna antologia e nei confronti dell'opera dalla quale i brani sono riprodotti, se si tratta di prosa, dodicimila lettere, se si tratta di poesia, centottanta versi, con un ulteriore margine di altri trenta versi ove ciò si renda necessario per assicurare al brano riprodotto un senso compiuto. La misura della riproduzione in antologie, qualora si tratti di opera musicale, non può superare venti battute. Trattandosi di antologie cinematografiche costituite da parti di opere cinematografiche diverse, la misura della riproduzione non può superare cinquanta metri di pellicola.».
L’ultimo comma dell'articolo sopra citato stabilisce che è dunque possibile utilizzare parti e brani di opere in antologie scolastiche, ma dietro il pagamento di un “equo compenso”, il quale è determinato da decreti del Presidente del Consiglio dei Ministri.